# Блек-Гок (Колорадо)
Блек-Гок (англ. Black Hawk) — місто (англ. city) в США, в окрузі Гілпін штату Колорадо. Населення — 127 осіб (2020).

## Географія
Блек-Гок розташований за координатами 39°48′4″ пн. ш. 105°29′21″ зх. д. / 39.80111° пн. ш. 105.48917° зх. д. (39.801069, -105.489224).  За даними Бюро перепису населення США в 2010 році місто мало площу 5,04 км², уся площа — суходіл. В 2017 році площа становила 7,08 км², уся площа — суходіл.

## Демографія
Згідно з переписом 2010 року, у місті мешкало 118 осіб у 51 домогосподарстві у складі 32 родин. Густота населення становила 23 особи/км².  Було 69 помешкань (14/км²).
Расовий склад населення:
| - 91,5 % — білих - 3,4 % — корінних американців - 5,1 % — осіб інших рас |

До двох чи більше рас належало 0,0 %. Частка іспаномовних становила 9,3 % від усіх жителів.
За віковим діапазоном населення розподілялося таким чином: 12,7 % — особи молодші 18 років, 73,7 % — особи у віці 18—64 років, 13,6 % — особи у віці 65 років та старші. Медіана віку мешканця становила 52,3 року. На 100 осіб жіночої статі у місті припадало 114,5 чоловіків;  на 100 жінок у віці від 18 років та старших — 106,0 чоловіків також старших 18 років.
Цивільне працевлаштоване населення становило 101 осіб. Основні галузі зайнятості: мистецтво, розваги та відпочинок — 91,1 %, публічна адміністрація — 5,0 %, транспорт — 4,0 %.